# 欽ちゃんのどこまで笑うの!?
『欽ちゃんのどこまで笑うの!?』（きんちゃんのどこまでわらうの）は、テレビ朝日系列局ほかで放送されたテレビ朝日製作のクイズを交えたバラエティ番組。製作局のテレビ朝日では1988年4月4日から1989年3月31日まで毎週月曜 - 金曜12時から12時55分（JST）に生放送。
本項では、1989年4月3日から同年9月29日まで生放送された後継番組『欽どこTV!!』（きんどこテレビ）についても触れる。

## 概要
テレビ朝日の平日正午はそれまではワイドショーの放送枠となっていたが、この番組がスタートしたことによって初めてバラエティ番組の放送枠となった。
番組開始当初の司会は、当時テレビ朝日アナウンサーの保坂正紀と女優の黒木瞳が担当、番組のタイトルも『どこまで笑うの!?』だった。後に司会者になった萩本欽一は番組開始当初、「裏方に立って仕事をしたい」という意向で構成などを担当していた。なお、萩本が同番組に出演するようになったのは1988年5月5日からで、これはコント55号と掛けてある（放送開始後しばらくは坂上二郎もレギュラー出演していた）のと、当初から低視聴率のため結局テコ入れとして萩本を出演させた。また、同番組と日本テレビ系列『欽きらリン530!!』『欽ちゃんの気楽にリン』でCHA-CHA（勝俣州和、西尾拓美、松原桃太郎らで結成されたユニット、同番組では当初「茶々隊」と呼ばれていた）が登場していた。
昭和天皇崩御の次の週、番組はそれまでのクイズ形式を休止、「欽ちゃんのどこまで…私の昭和史」という激動の昭和を萩本とともに振り返るドキュメンタリーを放送した。
CHA-CHAの人気とともに番組は一旦終了し、『欽どこTV!!』へと引き継がれた。これは、かつての欽ちゃんファミリー（『欽ドン!』『欽どこ』『週刊欽曜日』）が再会する形でもあった。1989年に、『アフタヌーンショー』時代から続いてきた正月3が日の放送も当番組が最後になった。
なお、「欽どこTV!!」の番宣CMでは、本間勇輔作曲の楽曲「サスペンス・タッチ」(「のらくろクン」「おそ松くん（1988年のアニメ第2作）」で使用）が使われていた。これは、「開運!なんでも鑑定団」で使われるより5年早い。

## レギュラー出演者
- 山口良一
- 風見しんご
- 野口五郎
- 森末慎二
- 水沢蛍
- 酒井法子
- ゆうゆ
- CHA-CHA - 1988年7月3週目から出演。
- パワーズ - 同上。
- 山内賢 - 月曜日レギュラー。『月曜日の男』として紹介されていた。
- 藤巻潤 - 火曜日レギュラー。『火曜日の男』として紹介されていた。
- 目黒祐樹 - 水曜日レギュラー。『水曜日の男』として紹介されていた。
- 松尾雄治 - 木曜日レギュラー。『木曜日の男』として紹介されていた。
- 神田正輝 - 金曜日レギュラー。『金曜日の男』として紹介されていた。
- 長戸勝彦、水谷敦（後のJA-JA） - クイズコーナーのVTR問題内に出演。
- アミーゴ鈴木 - ジェスチャークイズを担当。

## 主なコーナー
- クイズ右か左か?（月曜 - 金曜）
  - 一般人やタレントが登場し、「この人の家族(親や配偶者など)は右か左の人のどちらでしょう？」と実際の家族と他人が「右」と「左」のいずれかにに登場してどちらが本物か当てるクイズ。このクイズで、パーフェクトを獲得すると、天井から大量の紙吹雪が降り、ハワイ旅行が贈られた。
- クイズ!だってそうだもん（月曜 - 金曜）
  - いわゆる「ごもっともクイズ」である。「どうして○○は○○なの?」という問題に「○○だと○○だから。」と視聴者が用意した同じ理由の答えを当てる。生放送故に先行のコーナーが押したりする事もあり、時間の都合上、エンディングに入りながら途中で終わった事もしばしばあった。

- 例
  - 「どうして光GENJIは7人なの?」　答え「700人だと、ステージ上に全員上がれないから。」
  - 「どうしてお葬式にはお香典を持っていくの?」　答え「おでんを持っていくと失礼だから。」
  - 「どうして誕生日のケーキにろうそくを立てるの?」　答え「お線香だと陰気だから。」等。
  - たまに「欽ちゃんはハードル走が苦手です。何故でしょう?」　答え「ハードルを越える度に『なんでそーなるの!!』と叫ぶから。」と変則的なパターンもあった。

- 松尾雄治のクイズでスポーツ（毎週木曜）
- ほか

## ネット局
系列は放送当時のもの。遅れネット局では14時 - 14時55分または15時 - 15時55分に放送されていた。
| 放送対象地域  | 放送局             | 系列                                         | ネット形態 | 備考               |
| ------------- | ------------------ | -------------------------------------------- | ---------- | ------------------ |
| 関東広域圏    | テレビ朝日         | テレビ朝日系列                               | 制作局     |                    |
| 北海道        | 北海道テレビ       | テレビ朝日系列                               | 同時ネット |                    |
| 青森県        | 青森放送           | 日本テレビ系列 テレビ朝日系列                | 遅れネット |                    |
| 宮城県        | 東日本放送         | テレビ朝日系列                               | 同時ネット |                    |
| 秋田県        | 秋田放送           | 日本テレビ系列                               | 遅れネット |                    |
| 山形県        | 山形放送           | 日本テレビ系列 テレビ朝日系列                | 遅れネット |                    |
| 福島県        | 福島放送           | テレビ朝日系列                               | 同時ネット |                    |
| 新潟県        | 新潟テレビ21       | テレビ朝日系列                               | 同時ネット |                    |
| 長野県        | テレビ信州         | 日本テレビ系列 テレビ朝日系列                | 同時ネット |                    |
| 静岡県        | 静岡けんみんテレビ | テレビ朝日系列                               | 同時ネット | 現・静岡朝日テレビ |
| 富山県        | 北日本放送         | 日本テレビ系列                               | 遅れネット |                    |
| 石川県        | 北陸放送           | TBS系列                                      | 遅れネット |                    |
| 福井県        | 福井放送           | 日本テレビ系列 テレビ朝日系列                | 遅れネット | [ 2 ]              |
| 中京広域圏    | 名古屋テレビ       | テレビ朝日系列                               | 同時ネット |                    |
| 近畿広域圏    | 朝日放送           | テレビ朝日系列                               | 同時ネット | 現：朝日放送テレビ |
| 鳥取県 島根県 | 日本海テレビ       | 日本テレビ系列                               | 遅れネット | 2局並行放送        |
| 鳥取県 島根県 | 山陰放送           | TBS系列                                      | 遅れネット | 2局並行放送        |
| 広島県        | 広島ホームテレビ   | テレビ朝日系列                               | 同時ネット |                    |
| 山口県        | 山口放送           | 日本テレビ系列 テレビ朝日系列                | 遅れネット |                    |
| 香川県 岡山県 | 瀬戸内海放送       | テレビ朝日系列                               | 同時ネット |                    |
| 愛媛県        | 南海放送           | 日本テレビ系列                               | 遅れネット |                    |
| 高知県        | 高知放送           | 日本テレビ系列                               | 遅れネット |                    |
| 福岡県        | 九州朝日放送       | テレビ朝日系列                               | 同時ネット |                    |
| 長崎県        | 長崎放送           | TBS系列                                      | 遅れネット |                    |
| 熊本県        | 熊本放送           | TBS系列                                      | 遅れネット | [ 4 ]              |
| 大分県        | テレビ大分         | 日本テレビ系列 フジテレビ系列 テレビ朝日系列 | 同時ネット |                    |
| 宮崎県        | 宮崎放送           | TBS系列                                      | 遅れネット |                    |
| 鹿児島県      | 鹿児島放送         | テレビ朝日系列                               | 同時ネット |                    |
| 沖縄県        | 琉球放送           | TBS系列                                      | 遅れネット |                    |

この他、宮古テレビと石垣ケーブルテレビでも放送されていた（ともに1 - 2週間の遅れネット）。